# Tajwīd

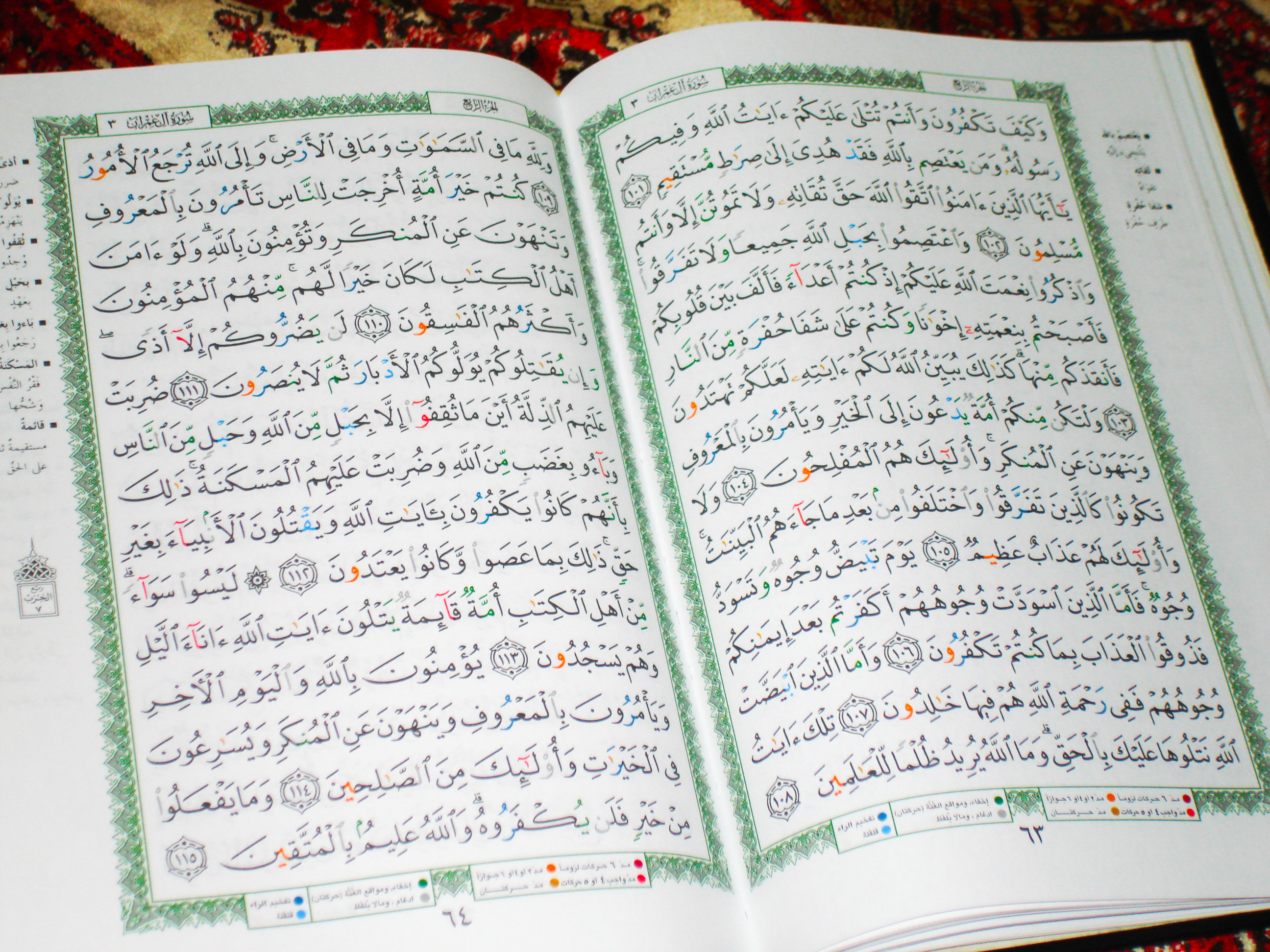
Mus'haf Al Tajwid, färgade bokstäver för att underlätta läsningen av Koranen med Tajwīd.

Tajwīd (تجويد) är ett arabiskt ord med betydelsen "korrekt uttal", under recitation samt recitation med lämplig hastighet. Det är en uppsättning regler som styr hur Koranen bör uppläsas. Ordet härrör från den arabiska roten "jwd", vilket innebär att "göra bra", "bättre", eller "förbättra". Det finns sju olika skolor inom tajwīd; den populäraste av dem är Hafs-skolan.